# ブレインストーミング
ブレインストーミング（英語: brainstorming）あるいはブレインストーミング法（BS法）とは、アレックス・F・オズボーンによって考案された会議方式のひとつ。集団思考、集団発想法、課題抽出ともいう。日本語では「ブレスト」と略されることがある。JIS Q 31010では「ブレーンストーミング」としている。
1941年に良いアイデアを生み出す状態の解析が行われた後、1953年に発行した著書 Applied Imagination の中で、会議方式の名称として使用された。
ブレインストーミングとは、集団でアイデアを出し合うことによって相互交錯の連鎖反応や発想の誘発を期待する技法である。人数に制限はない。5名から7名、場合によっては10名程度が好ましいというやり方もある。HAZOPのように3人ごとの班構成にして、それぞれの班での成果を持ち寄るという方法もある。議題は予め周知しておく方法と、先入観を与えないようにその場で資料を配布する方法もある。

## ブレインストーミングの4原則
ブレインストーミングの過程では、次の4原則（ルール）を守ることとされている。
判断・結論を出さない（批判厳禁）
自由なアイデア抽出を制限するような、批判を含む判断・結論は慎む。判断・結論は、ブレインストーミングの次の段階にゆずる。ただし可能性を広く抽出するための質問や意見ならば、その場で自由にぶつけ合う。たとえば「予算が足りない」と否定するのはこの段階では正しくないが、「予算が足りないがどう対応するのか」と可能性を広げる発言は歓迎される。
粗野な考えを歓迎する（自由奔放）
誰もが思いつきそうなアイデアよりも、奇抜な考え方やユニークで斬新なアイデアを重視する。新規性のある発明はたいてい最初は笑いものにされる事が多く、そういった提案こそを重視すること。
量を重視する（質より量）
様々な角度から、多くのアイデアを出す。一般的な考え方・アイデアはもちろん、一般的でなく新規性のある考え方・アイデアまであらゆる提案を歓迎する。
アイディアを結合し発展させる（結合改善）
別々のアイデアをくっつけたり一部を変化させたりすることで、新たなアイデアを生み出していく。他人の意見に便乗することが推奨される。

## ブレインストーミングの進め方
ブレインストーミングは対象によっていろいろな進め方が可能である。
例えば、HAZOPのような誘導語付きブレインストーミング（Guided brainstorming）は、誘導語に基づいて効率的に作業ができ、国際規格になっている。なぜなぜ分析は、「なぜ」という誘導語付きブレインストーミングに分類できる。
アレックス・オズボーンは、アイデア出しの際に、唯一絶対に必要なのは、思いついたアイデアをすべて記録することであると述べている。

## ブレインストーミング後の情報整理
発想を多量に生産するブレインストーミング法では、アイデアを整理する必要がある。整理法については、以下に挙げる方法がよく用いられる。誘導語付きブレインストーミングは誘導語にもとづいて整理するため、作業の時間だけでなく、整理の時間も効率的である。HAZOPなどの安全分析の場合には、間違った意見は、消したり上書きするのではなく、間違う可能性の記録として保存することを推奨することがある。
記録、整理の方法は、目的による。
- KJ法[3]による整理
- マインドマップ、概念地図
- HAZOP、なぜなぜ分析

## 利用可能なアプリケーション・ツール
- XMind[4]
- GitMind[5]
- Miro[6]
- coggle[7]
- Lucidspark